# Julius Trautzl

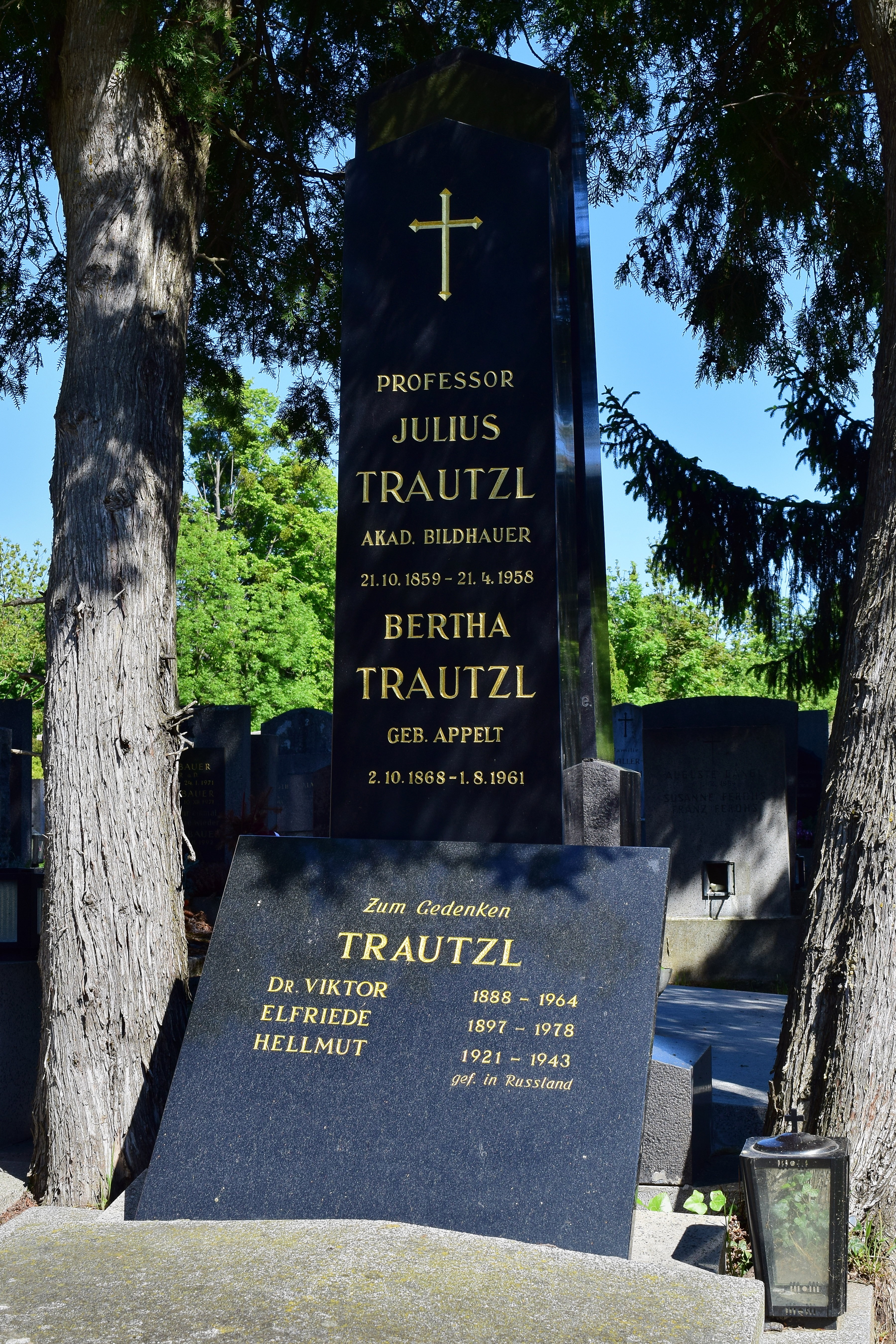
Grab von Julius Trautzl auf dem Wiener Zentralfriedhof

Julius Trautzl (* 21. oder 22. Oktober 1859 in Arco, Tirol, Kaisertum Österreich; † 22. April 1958 in Wien) war ein österreichischer Bildhauer und Medailleur.
Er stammte aus der Prager Familie des k. u. k. Geometer Franz Trautzl (1831–1874) und seiner mährischen Gattin Aloisie, geb. Kapounová (1835–1874).
Er studierte an der Akademie der bildenden Künste in Wien, wo er u. a. ein Schüler von  Edmund von Hellmer und Caspar von Zumbusch (1830–1915) war.
Ab 1881 war er als Aushilfslehrer für Bildhauerei an der Kunstgewerbeschule in  Bielitz tätig, später wurde zum Professor an der Kunstgewerbeschule in Wien (jetzt Universität für angewandte Kunst Wien) ernannt und war u. a. Mitglied in der Genossenschaft der bildenden Künstler Wiens. In den Jahren 1938 und 1939 war er mit fünf Plaketten auf der Großen Deutschen Kunstausstellung in München vertreten.
Sein Ehrengrab befindet sich auf dem Zentralfriedhof in Wien.

## Werke und nicht ausgeführte Entwürfe

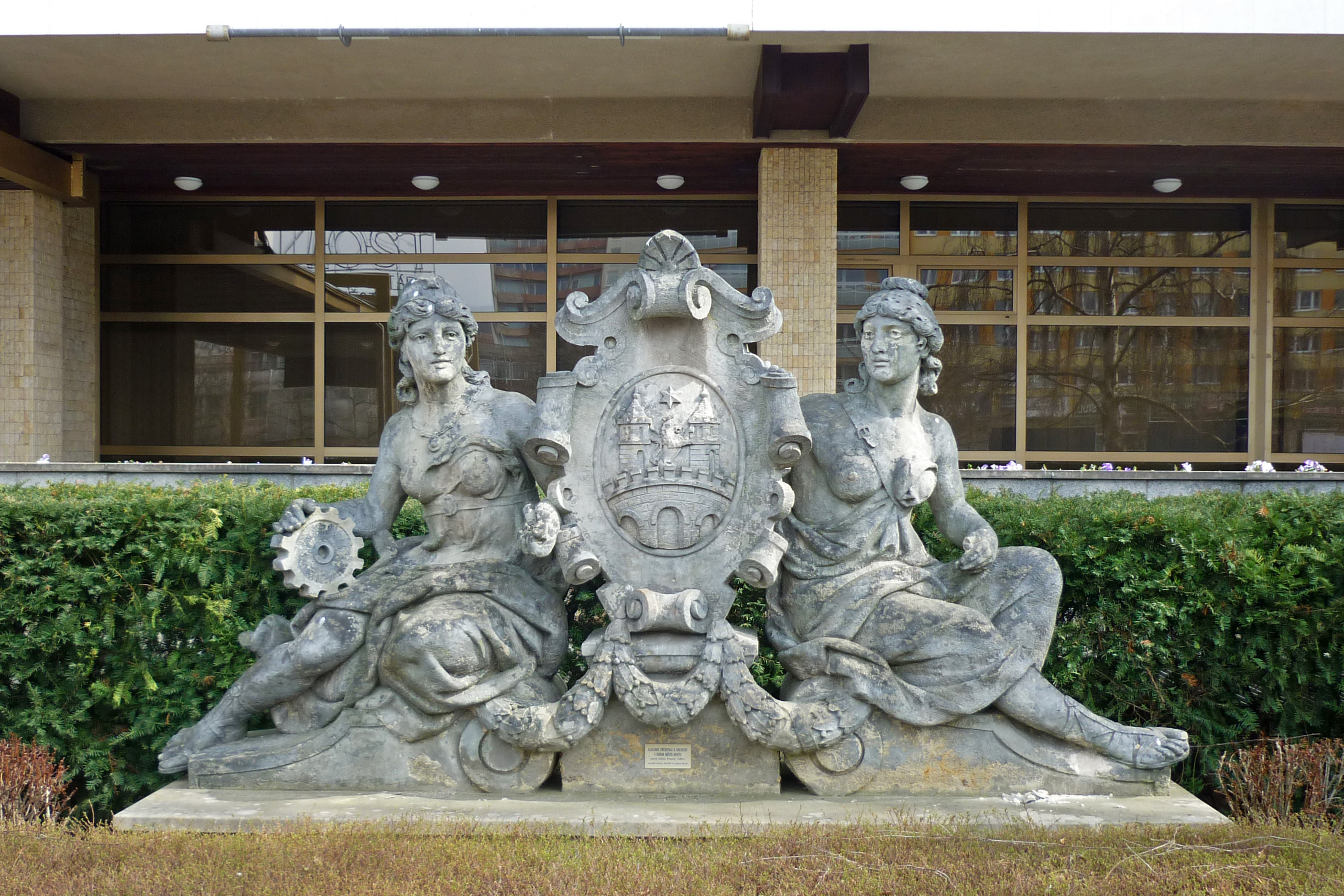
Skulpturengruppe „Allegorie des Handels und der Industrie“ (1891) mit dem Wappen der Stadt Most (Brüx)

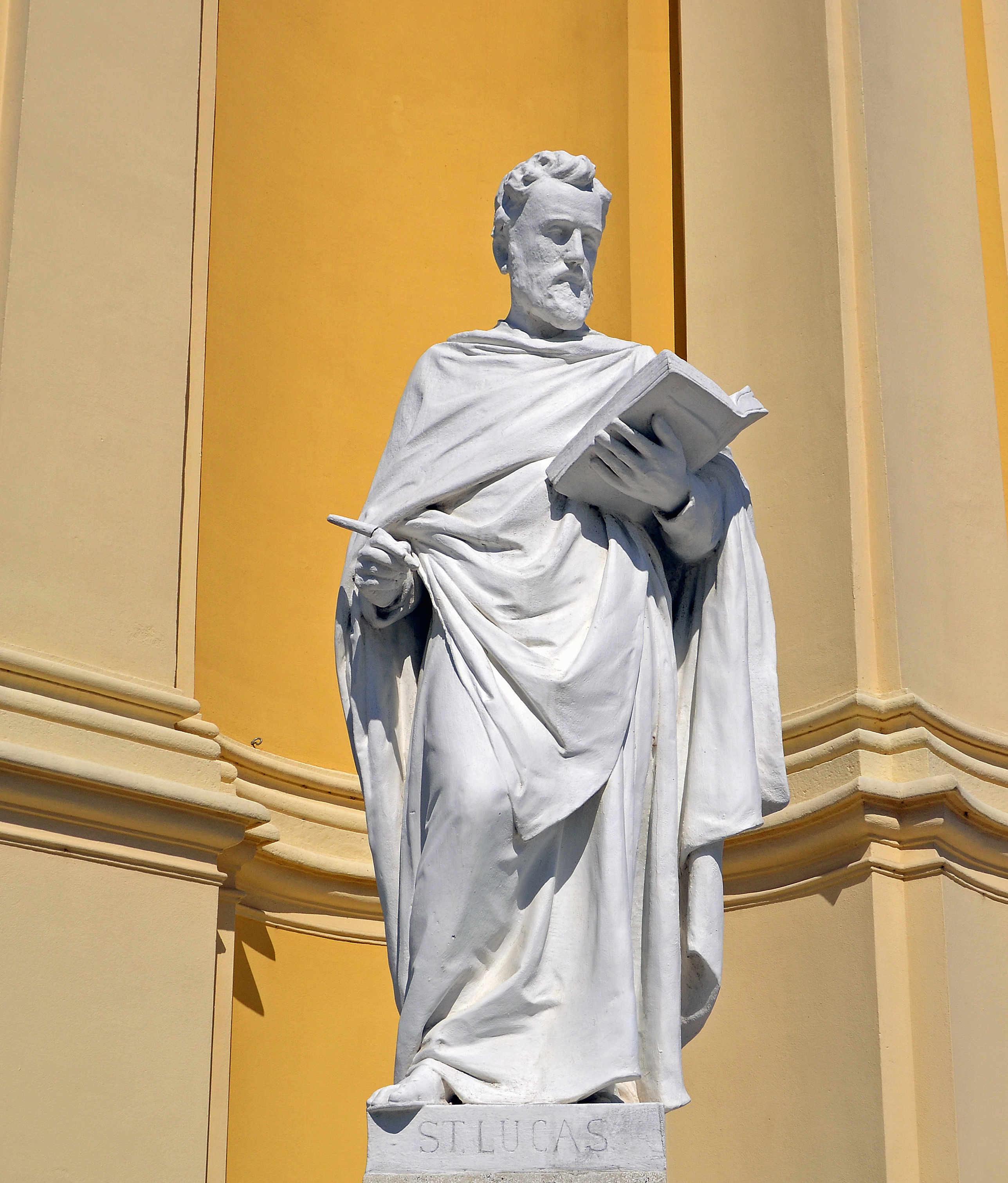
Evangelist Lukas an der Pfarrkirche Laxenburg

- Skulpturengruppe vom Kaiserbad in Brüx, jetzt am Rathaus in der Neustadt von Most aufgestellt
- Vier Evangelisten an der Pfarrkirche Laxenburg bei Wien (1897–99)[5]
- Grabdenkmal der Familie Egger in Kufstein[6]
- Büste des Geologen Richter
- Ausstattung des Mausoleums für Franz Schmeykal (1826–1894) auf dem Friedhof von Böhmisch Leipa (1898)[7]
- Statue Franz Schmeykals am Denkmal im Stadtpark von Böhmisch Leipa (1899),  das Denkmal stammte von Anton Helmessen (1854–1930), es wurde 1947 entfernt, die Statue vernichtet[8]
- Franz-Schubert-Denkmal im Stadtpark in Gablonz (Jablonec) (1900)[9][10]
- Tafel mit dem Porträt des Alpinisten Paul Grohmann (1898) in St. Ulrich in Gröden
- Gedenktafel mit Reliefbüste für den Abt von Stift Melk Alexander Karl (1910) am Rathaus in Melk
- Plakette mit dem Porträt des Kapuziners Marco d’Aviano
- Relief für Marco d’Aviano an der Fassade der Kapuzinerkirche in Wien (Entwurf)[11]
- Schmelzthal-Denkmal in Prag (Entwurf)
- Matthäus-Hörfarter-Denkmal in Kufstein, Tirol (1899) (Entwurf im Wettbewerb zusammen mit dem Architekten Karl Fischl)
- Karl-Wurmb-Denkmal in Salzburg (1909) (Entwurf im Wettbewerb zusammen mit dem Architekten Karl Fischl)[12]